# Hrvoje Horvat
Hrvoje Horvat (Bjelovar, 22 de maio de 1946) é um ex-handebolista iugoslavo, foi campeão olímpico.

## Títulos
- Jogos Olímpicos:
  - Ouro: 1972